# Геракл и Антей (картина дель Поллайоло)
«Геракл и Антей» (итал. Ercole e l’Ante) — картина итальянского живописца Антонио дель Поллайоло, представителя флорентийской школы, созданная в 1478 году. Как и другое произведение дель Поллайоло — «Геракл и гидра» — представляет собой деревянную дощечку с нанесённым на неё яичной темперой изображением. Обе картины в настоящее время хранятся в коллекции Галереи Уффици во Флоренции.